# John Gilling
John Gilling (29 mai 1912 - 22 noiembrie 1984) a fost un regizor de film londonez. A devenit cunoscut datorită filmelor sale horror printre care Shadow of the Cat (1961), The Plague of the Zombier (1966), The Reptile (1966) și The Mummy's Shroud (1967) printre altele 
1. 1 2  „John Gilling”, Gemeinsame Normdatei, accesat în 27 aprilie 2014
2. ↑  „John Gilling”, Gemeinsame Normdatei, accesat în 12 august 2015
3. ↑  „John Gilling”, Gemeinsame Normdatei, accesat în 31 decembrie 2014